# Muyil

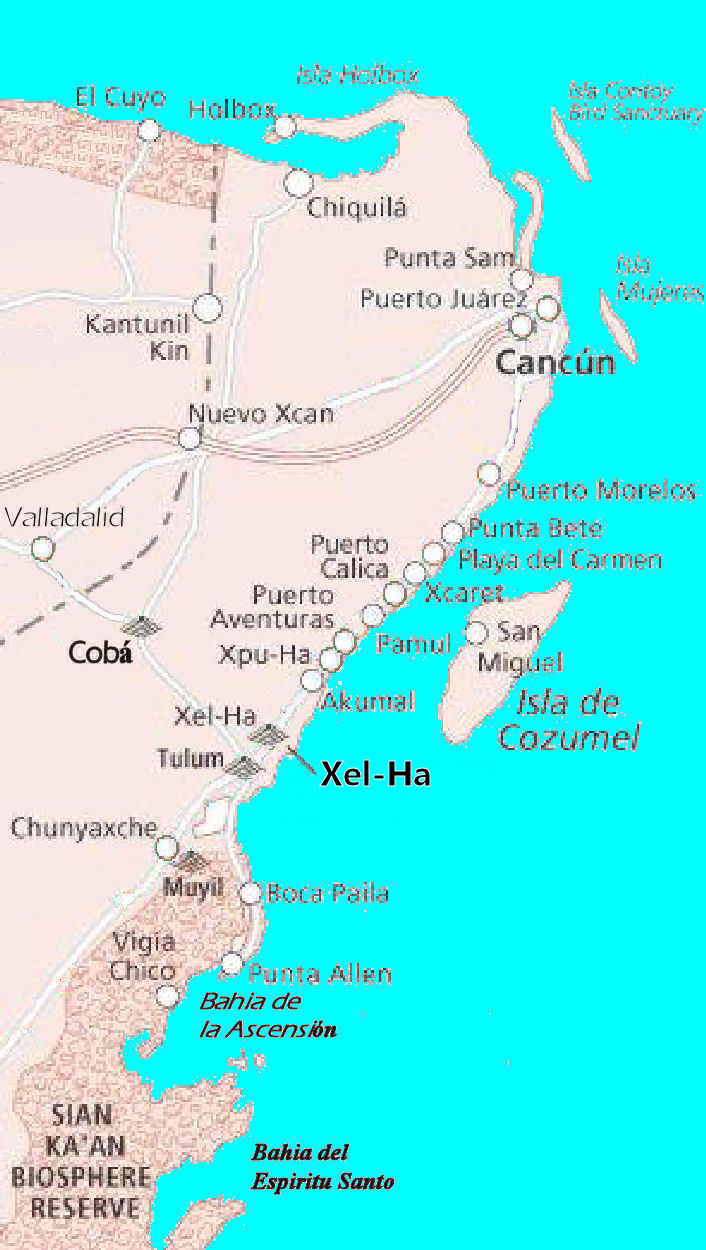
El Mar Caribe mexicano: Muyil, situado unos 20 km al sur de Tulum, dentro de la reserva de la biosfera de Sian Ka'an

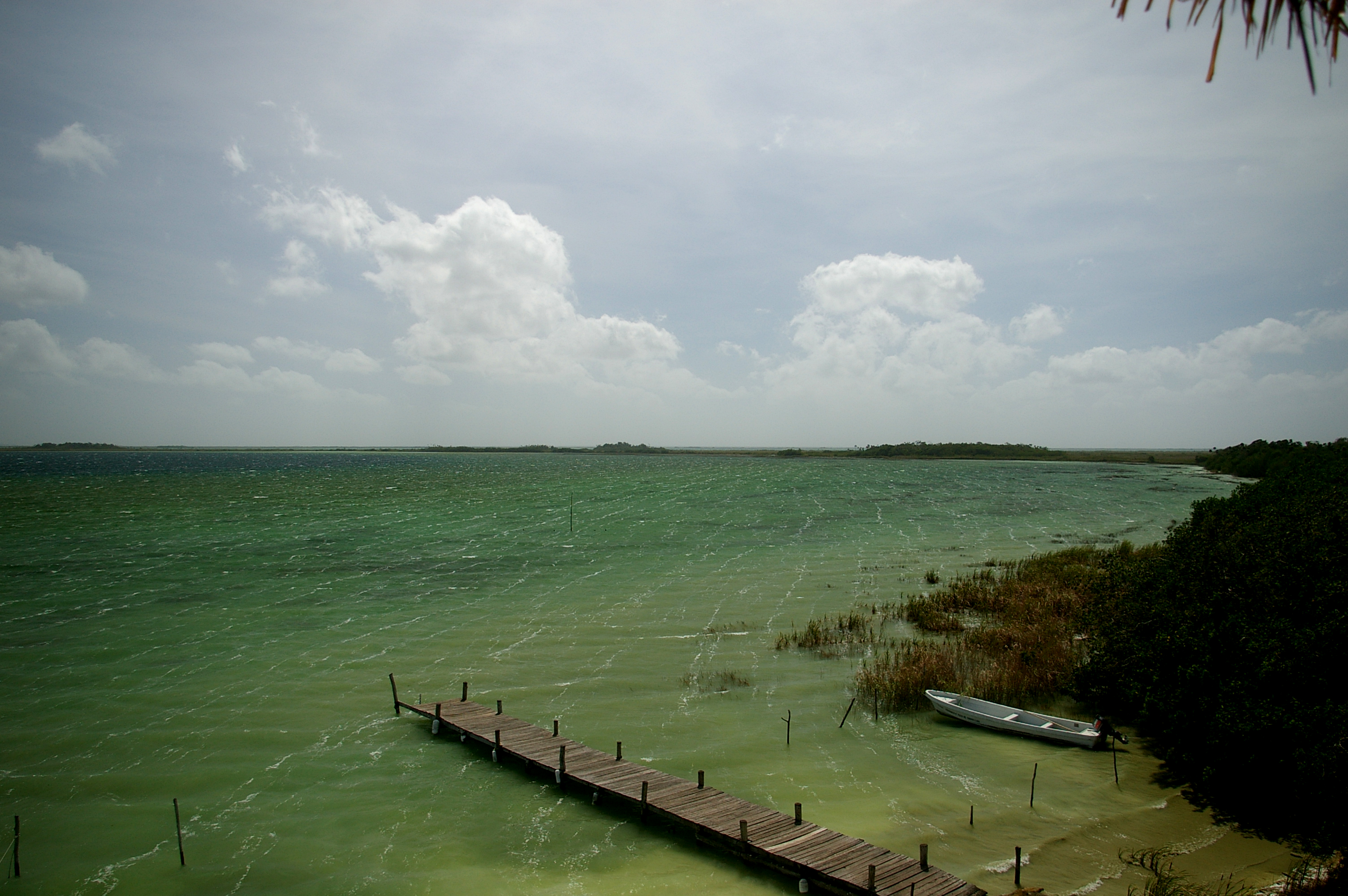
Lago de Muyil

Muyil (también se le conoce por Chunyaxché) es el nombre de un yacimiento arqueológico maya ubicado en el estado de Quintana Roo, en la península de Yucatán, México, cerca del sitio de Tulum y dentro de la reserva de la biosfera de Sian Ka'an en el municipio de Felipe Carrillo Puerto.
Muyil fue un sitio habitado durante el periodo clásico mesoamericano por los mayas, posiblemente los itzaes, cuando este pueblo emigró del Petén guatemalteco hacia el norte, hacia el siglo IV d. C. Se han encontrado artefactos y piezas de cerámica que han sido datados en fechas tan remotas como el año 350 a. C. y aparentemente se mantuvo habitado hasta los años de 1200-1500, poco antes o hasta la llegada de los conquistadores españoles. 
Las ruinas de Muyil son un ejemplo de la arquitectura del Petén con cierta semejanza arquitectónica con los vestigios de Tikal en Guatemala.  Su emplazamiento lacustre —propiamente en la laguna de Sian Ka'an— le daba al lugar una posición estratégica en la ruta comercial de los mayas a lo largo de la costa y a través de una red de canales de esta región, que es hoy parte de la zona turística del Caribe mexicano. Entre los bienes intercambiados a lo largo de esta ruta estaban el jade, la obsidiana, el chocolate, la miel de abeja, las plumas y desde luego la sal.
Se estima que una de las principales ciudades servidas por este comercio y que posiblemente controlaba regionalmente el tránsito comercial era Cobá (a unos 40 km al noroeste) con la cual Muyil sostuvo nexos importantes.

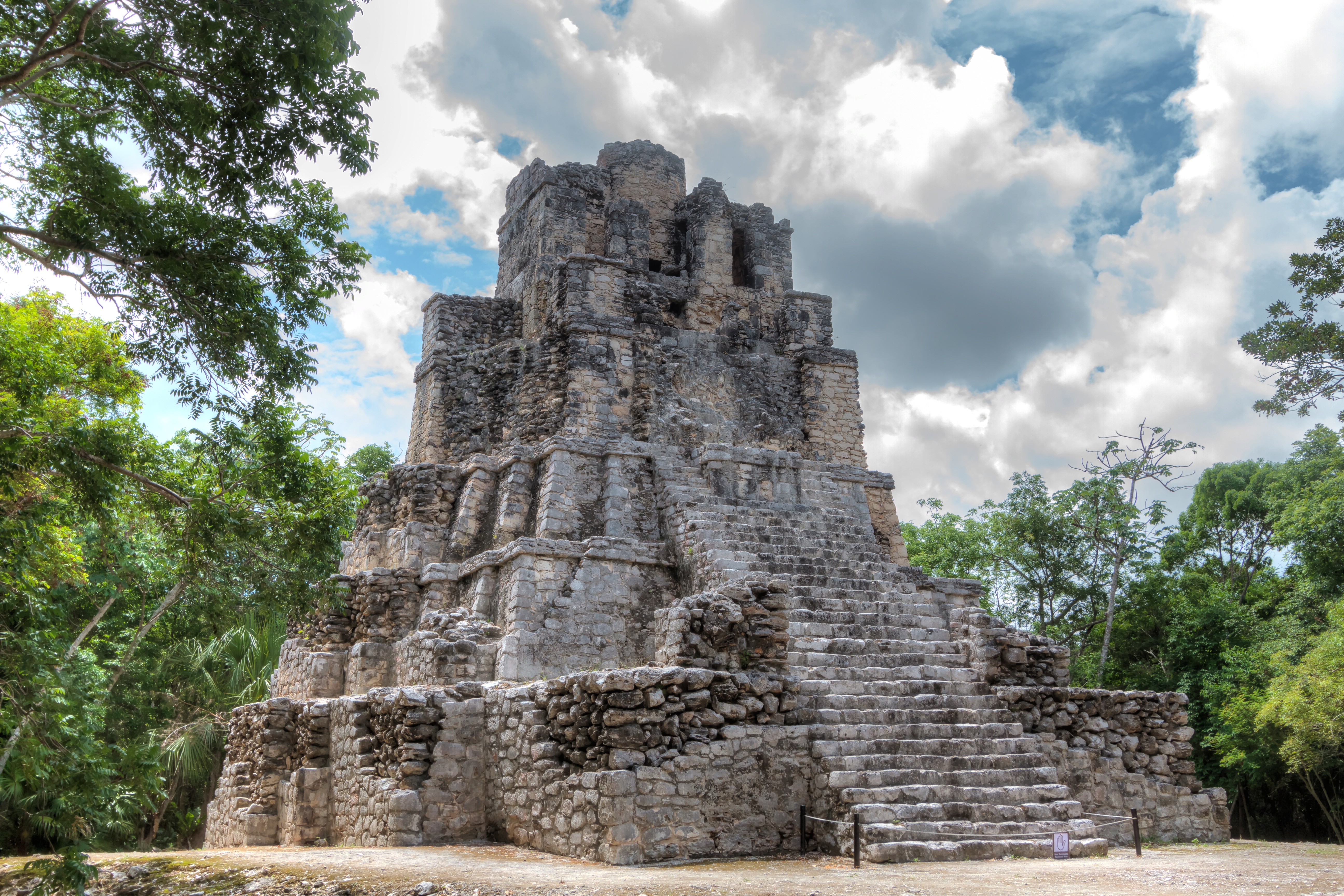
La pirámide en Muyil.
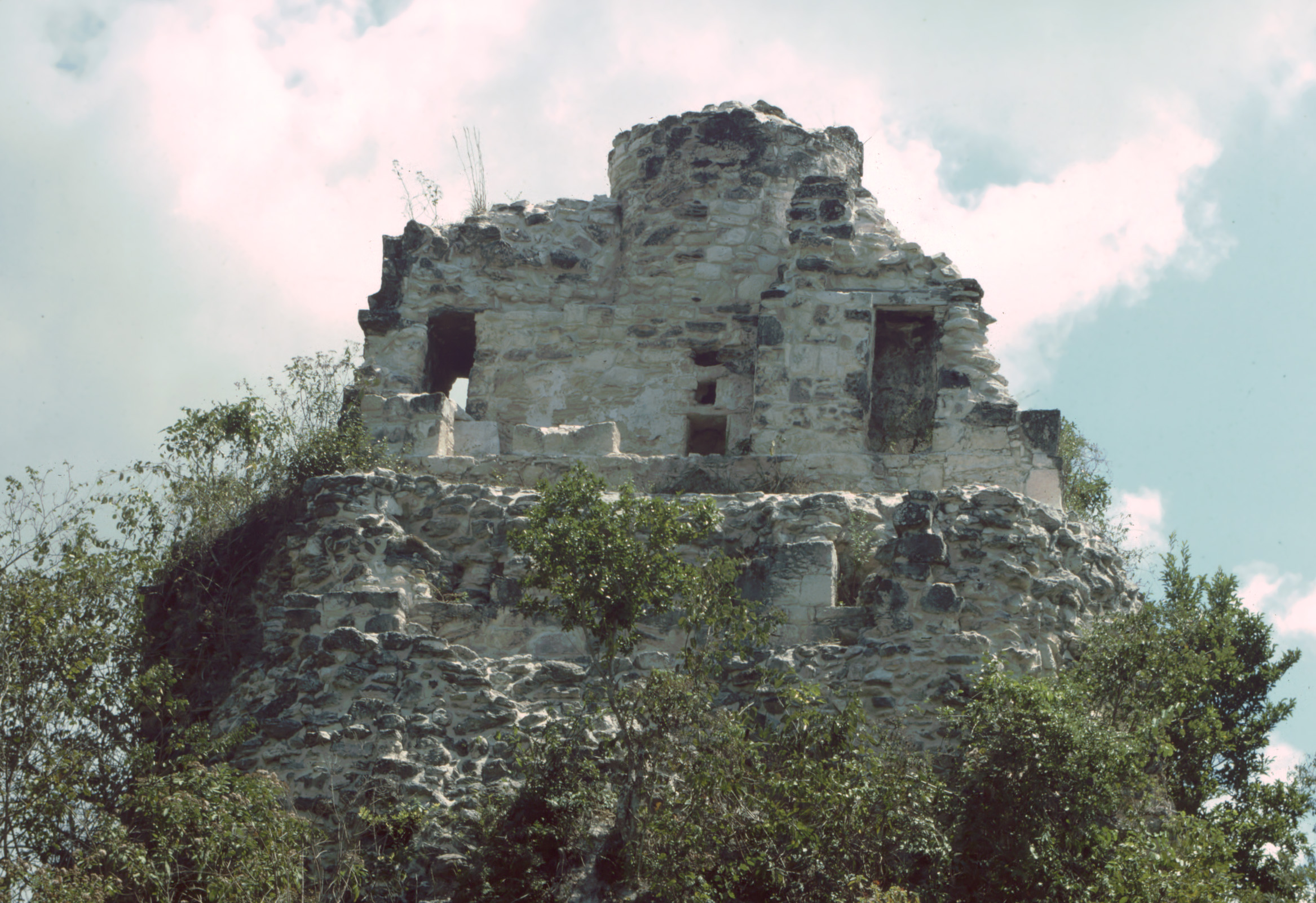
Templo en la parte superior de la pirámide en Muyil.
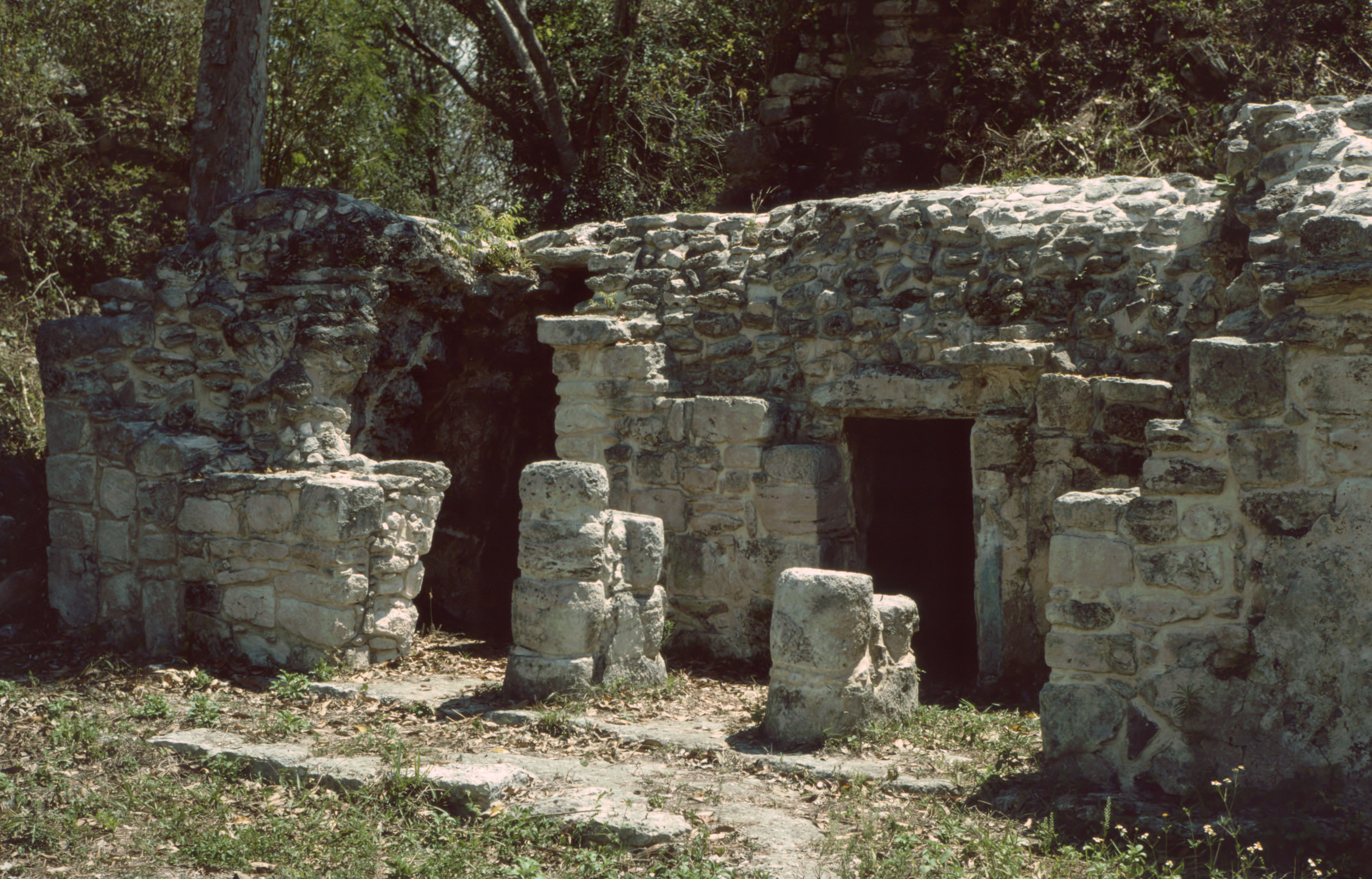
Parte inferior de la pirámide en Muyil.
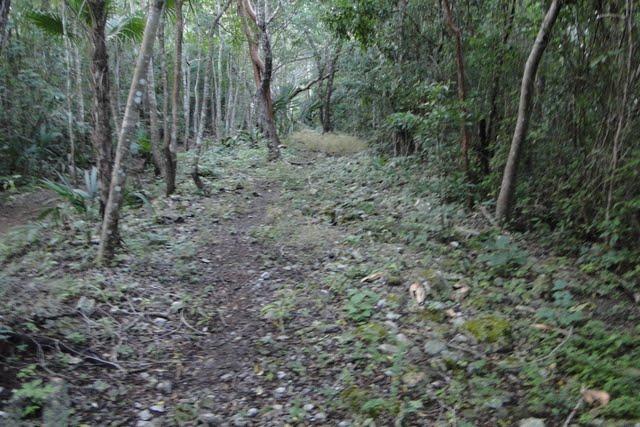
Ruta maya en Muyil.